# 艾宁顿斯坦利足球俱乐部
艾宁顿斯坦利足球俱乐部（英語：Accrington Stanley Football Club）是位於英格蘭西北部蘭開夏郡的工業镇寧頓的足球會，成立於1968年，於2006年4月15日奪得協會全國聯賽冠軍後升級到乙級聯賽，使阿克寧頓在同名的球隊在44年前清盤後，再度有代表球隊重返英格蘭聯賽中角逐，而從乙級聯賽中降級的球隊之一是牛津联，正正是在1962年獲選取代前艾宁顿斯坦利成為英格蘭聯賽成員的球隊。2018年，阿克寧頓史丹利取得英乙冠軍，2018/19年度球季升上英甲作賽。
現時的阿克寧頓史丹利與在1891年成立的同名球隊阿克寧頓史丹利，及更早成立兼為英格蘭聯賽12隊創始成員的艾宁顿足球俱乐部（Accrington F.C.），是完全沒有直接關連的。

## 大事紀年
| 年 份   | 事 項                                                             |
| ------- | ----------------------------------------------------------------- |
| 1968    | 新的阿克寧頓史丹利成立                                            |
| 1970-71 | 參加蘭開郡混合聯賽（Lancashire Combination）                      |
| 1971-72 | 蘭開郡混合聯賽亞軍                                                |
| 1972-73 | 蘭開郡混合聯賽季軍                                                |
| 1973-74 | 蘭開郡混合聯賽冠軍                                                |
| 1975-76 | 蘭開郡混合聯賽亞軍                                                |
| 1977-78 | 蘭開郡混合聯賽冠軍（第二次）                                      |
| 1978-79 | 參加赤郡聯賽，成為乙組創始成員                                    |
| 1979-80 | 赤郡乙組聯賽亞軍，因場地困難而未能升級                            |
| 1980-81 | 赤郡乙組聯賽冠軍，升級甲組                                        |
| 1982-83 | 西北郡聯賽（North West Counties League）創始成員                  |
| 1986-87 | 西北郡聯賽亞軍                                                    |
| 1987-88 | 參加北部超級聯賽（Northern Premier League）新成立的甲組聯賽       |
| 1990-91 | 北部超級聯賽甲組聯賽排第四位，升級超聯組                          |
| 1999    | 北部超級聯賽超聯組排第廿二位，降級甲組                            |
| 1999-00 | 北部超級聯賽甲組聯賽冠軍，升級超聯組                              |
| 2002-03 | 北部超級聯賽超聯組冠軍，升級議會聯賽（Conference）                |
| 2004-05 | 議會聯賽更名議會全國聯賽（Conference National）                   |
| 2005-06 | 議會全國聯賽冠軍，升級英乙聯賽                                    |
| 2010-11 | 英乙聯賽排第五位，附加賽準決賽兩回合累計0-3負於                   |
| 2015-16 | 英乙聯賽排第四位，附加賽準決賽兩回合累計2-2，加時2-3負於AFC溫布頓 |
| 2017-18 | 英乙聯賽冠軍，升班英甲                                            |
| 2022-23 | 英甲排第廿二位，降班英乙                                          |

## 主場球場

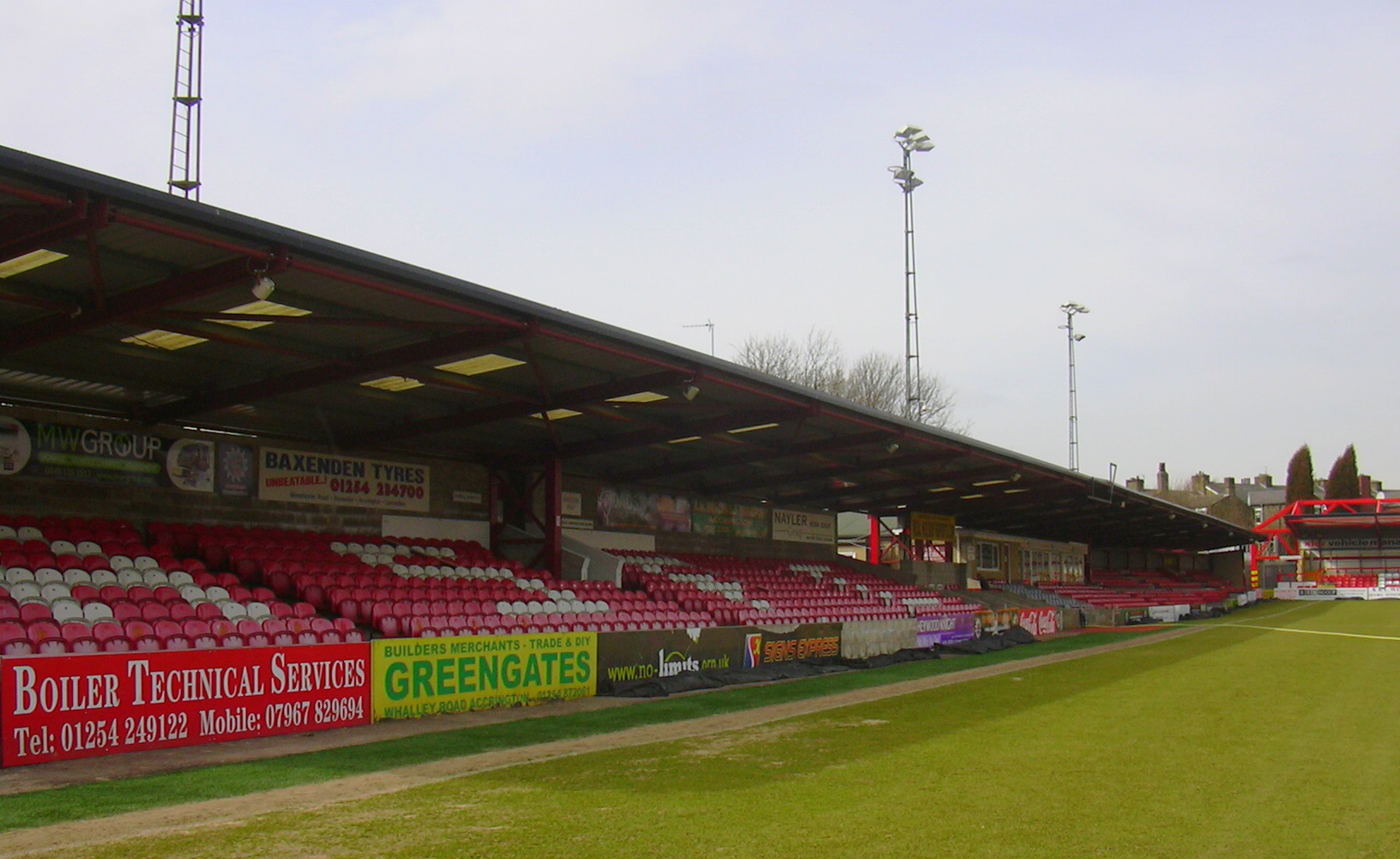
王冠球場

王冠球场（Crown Ground）是位於英格蘭蘭開夏寧頓的多用途運動場，主要用作足球賽事，建於1968年，是阿克寧頓的主場球場，可容5,057名觀眾，有2,000個坐席，曾是英格蘭足球聯賽中最細小的球場。
早年獲得冠名贊助曾經稱為「Interlink Express Stadium」﹑「Fraser Eagle Stadium」及｢儲物第一運動場｣（Store First Stadium）。現時稱為｢惠姆運動場｣（Wham Stadium）。

## 榮譽

阿克寧頓舊會徽

| 榮譽                    | 次數        | 年度                 |
| 聯 賽 比 賽             | 聯 賽 比 賽 | 聯 賽 比 賽          |
| ----------------------- | ----------- | -------------------- |
| 議會全國聯賽 冠軍       | 1           | 2005/06年            |
| 北部超級聯賽超聯組 冠軍 | 1           | 2002/03年            |
| 北部超級聯賽甲組 冠軍   | 1           | 1999/00年            |
| 北部超級聯賽挑戰盾 冠軍 | 1           | 2002/03年            |
| 赤郡乙組聯賽 冠軍       | 1           | 1980/81年            |
| 蘭開郡混合聯賽 冠軍     | 2           | 1973/74年、1977/78年 |

## 著名球員
- （Brett Ormerod）

## 註腳
1. ↑  .   [2008-04-24]. （原始内容存档于2006-12-18）.

## 外部連結
- 阿克寧頓史丹利官方網站（英文）